# Dasydytes (Dasydytes) ornatus
Dasydytes (Dasydytes) ornatus is een buikharige uit de familie Dasydytidae. Het dier komt uit het geslacht Dasydytes. Dasydytes (Dasydytes) ornatus werd in 1909 voor het eerst wetenschappelijk beschreven door Voigt. 